# Шоутайм
Шоутайм (англ. Showtime) — термин, описывающий период «Лос-Анджелес Лейкерс» с 1979 по 1991 год, когда команда Национальной баскетбольной ассоциации (НБА) играла в зрелищном стиле «бей-беги». Благодаря культуре паса Мэджика Джонсона и результативности Карима Абдул-Джаббара «Лейкерс» полагались на быстрые прорывы, пять раз завоёвывая чемпионство. В 1979 году владельцем команды стал Джерри Басс, который хотел сделать матчи более зрелищными. Он настоял на том, чтобы «Лейкерс» играли в быстром темпе. В дополнение к этому домашние игры команды включали выступления сексуальных чирлидерш и оркестр с живой музыкой. Всё это привело к большой популярности команды среди звёзд Голливуда.

## Предыстория
В 1979 году Джек Кент Кук продал «Лос-Анджелес Лейкерс» бизнесмену Джерри Бассу. Получив право первого выбора на предстоящем драфте, менеджеры команды сузили поле своих интересов до Мэджика Джонсона и Сидни Монкрифа. На тот момент у «Лос-Анджелеса» уже был мастеровитый разыгрывающий в лице Норма Никсона, что делало Монкрифа более приоритетным вариантом на позицию атакующего защитника. Однако Куку понравились лучезарная улыбка, харизма и стиль игры Джонсона. Одним из его последних решений на посту владельца команды был выбор в пользу Джонсона, которого сделали новым разыгрывающим игроком.
Басс хотел, чтобы игры «Лейкерс» смотрелись более зрелищно. В 1960-х он был завсегдатаем The Horn, ночного клуба в Санта-Монике, который славился респектабельной клиентурой. Бассу нравилось то волнительное чувство, которое возникало во время традиционного выступления тамошней примадонны перед открытием заведения: драматическое исполнение их фирменной песни «It’s Showtime» на фоне приглушенного света. После того, как бизнесмен приобрёл «Лейкерс» (и в довесок стал владельцем домашней арены команды — «Форума») у Кука, он приступил к созданию гиперболизированной версии The Horn. Подобно шоу в ночном клубе, он считал, что баскетбол должен быть интересным.
Басс стремился возродить дух азартного противостояния баскетбольных матчей между командами колледж-лиги — USC Trojans и UCLA Bruins — в эпоху Джона Вудена. Владелец настоял на том, чтобы «Лейкерс» начали играть в стиле «бей-беги». После того, как Джерри Уэст ушёл с поста главного тренера, а команде не удалось завербовать Джерри Тарканяна из UNLV Runnin ’Rebels, Басс нанял организовывать атаку «Лейкерс» Джека Маккинни.
По мнению Басса, театральная атмосфера в сочетании с динамичной игрой должны были привлекать фанатов и укрепить преимущество «Лейкерс» на домашней арене. Он хотел создать голливудский антураж, который понравился бы местным жителям, даже если бы его возненавидела остальная часть страны. Предприниматель позаимствовал термин «Шоутайм» из The Horn, чтобы описать игровой стиль «Лейкерс», в этом его поддержали фанаты команды и калифорнийские СМИ.

## Баскетбол
Басс не скупился тратить деньги на игроков. В 1981 году Карим Абдул-Джаббар уже был самым высокооплачиваемым баскетболистом НБА с зарплатой 870 000 долларов за сезон, когда бизнесмен подписал с 25-летним Мэджиком Джонсоном контракт на 25 миллионов долларов.

### Атакующий стиль игры
Самым важным компонентом стиля «Шоутайм» были быстрые прорывы «Лейкерс». . В отработанной на тренировках последовательности подбирающие игроки, такие как Карим Абдул-Джаббар, Курт Рэмбис и Эй Си Грин, быстро отдавали пас уходящему в прорыв Джонсону, который мчался по площадке и переправлял мяч дальше по ситуации — Джамалу Уилксу, Джеймсу Уорти, Байрон Скотту или Майклу Куперу, которые завершали атаку лэй-апом слэм-данком. Зачастую Джонсон отбивал мяч у соперника и сам убегал в быстрый прорыв. Иногда он пасовал товарищам по команде в своём характерном стиле — не глядя, запутывая соперника.
Если команде не удавалось реализовать быстрый прорыв, «Лейкерс» переходили в позиционное нападение (на половине соперника) и полагались на мастерство Абдул-Джаббара — экс-лучшего бомбардира в истории НБА — и на его фирменный «воздушный крюк». В центре его поддерживали Боб Макаду, бывший самый ценный игрок НБА, а в последующие годы Майкл Томпсон, бывший первый номер на драфте; оба были тяжёлыми форвардами, которые могли менять темп игры своей скоростью и дальними бросками. Когда Абдул-Джаббару исполнилось 40 лет, Пэт Райли поручил Джонсону взять на себя роль лидера в команде. «Юниорский воздушный крюк» Джонсона обеспечил победу в 4-й игре финала 1987 года.

### Период «Шоутайм»
Маккинни тренировал «Лейкерс» всего 13 игр, прежде чем попал в серьезную аварию на велосипеде в сезоне 1979–80. На главном посту его сменил помощник Пол Уэстхед, который привёл команду к первому чемпионству за восемь лет. Уэстхед активно использовал наработки привнесённые Маккинни: творческие и спонтанные атаки, ставшие определяющим фактором в концепции «Шоутайм». Однако в следующем сезоне он начал менять игру в нападении, сделав её более структурированной. С начала календарного года Команда стартовала с показателем побед 7–4, однако шесть встреч были выиграны с перевесом всего в четыре очка (или того меньше), и СМИ начали критиковать инновации привнесённые Уэстхедом. Хотя «Лейкерс» выиграли пять игр подряд, Басс также был недоволен их новым атакующим стилем. Вскоре новая звезда калифорнийцев, Мэджик Джонсон, также разочарованный тренером и его системой, попросил обменять его в другую команду. В итоге Уэстхед был уволен прямо посреди сезона и заменён на Пэта Райли. В результате «Лейкерс» вернулись к динамичному стилю игры, и закончили сезон с ещё одним чемпионством.
Райли привёл «Лейкерс» к четырем чемпионским титулам. Одетый «с иголочки» — в элегантный итальянский костюм, с уложенными муссом волосами — он дополнял голливудский имидж команды. Помимо продолжения линии Маккини, Пэт привнёс несколько инноваций в защитную тактику команды; он был одним из первых тренеров, которые использовали ловушку 1-3-1 в середине площадки, чтобы ускорить темп игры. Хотя «Шоутайм» в первую очередь ассоциировался с атакующим стилем поведения, команда выигрывала чемпионаты благодаря грамотной игре защите. Купер считается один из лучших «стопперов» в НБА. По мнению большинства представителей лиги, хотя «Лейкерс» играли крайне креативно, игроки команды не отличались выдающимися физическими показателями, чтобы регулярно побеждать в плей-офф. Мантрой Райли было «нет подборов — нет очков», что подчеркивало необходимость бороться за подборы, чтобы выигрывать чемпионство.
В 1985 году «Лейкерс» выиграли чемпионство в напряжённой шестиматчевой серии против «Бостон Селтикс» и вновь победили своих принципиальных соперников два года спустя. После триумфа Райли самоуверенно гарантировал ликующей толпе, что они станут чемпионами и в следующем сезоне. Это был очень смелый жест, поскольку никто не побеждал в лиге дважды подряд практически 20 лет. Тем не менее, обещание было выполнено и «Лейкерс» оформили дубль — впервые со времён победного сезона «Селтикс» 1968/69, под предводительством легендарного Билла Рассела. Поскольку все звёзды команды уже находились в солидном возрасте, «Лейкерс» больше действовали в трёхочковой зоне.
Хотя Абдул-Джаббар ушел из спорта в 1989 году, а Райли объявил о своей отставке спустя ещё год, большинство экспертов сходится во мнении, что эра «Шоутайм» закончилась в 1991 году, когда «Лейкерс» проиграли финал «Чикаго Буллз», во главе с новой звездой лиги Майклом Джорданом, и команду был вынужден покинуть Мэджик Джонсон, узнав, что он ВИЧ-инфецирован. К своему последнему сезону баскетболист стал физически мощнее, чем в предыдущие годы, однако возраст начал сказываться на его проворстве (на тот момент Мэджик занимал третье место среди самых возрастных разыгрывающих лиги) — он стал гораздо медленнее. Новый тренер «Лейкерс», Майк Данливи, сделал ставку на комбинации в трёхочковой зоне, и команда снова перешла в позиционную защиту. Корреспондент The Prescott Courier едко выразился по поводу изменённого стиля команды, назвав этих «Лейкерс» «медленными» (англ. «Slow-time»).

### Список рекордов
| Сезон   | Победы | Поражения | Процент побед | Плей-оффы                                      | Главный тренер                            | Генеральный менеджер | Ссылка |
| ------- | ------ | --------- | ------------- | ---------------------------------------------- | ----------------------------------------- | -------------------- | ------ |
| 1979–80 | 60     | 22        | 73.2%         | Победа в финале                                | Джек Маккинни (10-4), Пол Уэстхед (50-18) | Билл Шерман          | [ 35 ] |
| 1980–81 | 54     | 28        | 65.9%         | Проиграли в первом раунде Западной конференции | Пол Уэстхед                               | Билл Шерман          | [ 36 ] |
| 1981–82 | 57     | 25        | 69.5%         | Победа в финале                                | Пол Уэстхед (7-4), Пэт Райли (50-21)      | Билл Шерман          | [ 37 ] |
| 1982–83 | 58     | 24        | 70.7%         | Поражение в финале                             | Пэт Райли                                 | Джерри Уэст          | [ 38 ] |
| 1983–84 | 54     | 28        | 65.9%         | Поражение в финале                             | Пэт Райли                                 | Джерри Уэст          | [ 39 ] |
| 1984–85 | 62     | 20        | 75.6%         | Победа в финале                                | Пэт Райли                                 | Джерри Уэст          | [ 40 ] |
| 1985–86 | 62     | 20        | 75.6%         | Проиграли в финале Западной конференции        | Пэт Райли                                 | Джерри Уэст          | [ 41 ] |
| 1986–87 | 65     | 17        | 79.3%         | Победа в финале                                | Пэт Райли                                 | Джерри Уэст          | [ 42 ] |
| 1987–88 | 62     | 20        | 75.6%         | Победа в финале                                | Пэт Райли                                 | Джерри Уэст          | [ 43 ] |
| 1988–89 | 57     | 25        | 69.5%         | Поражение в финале                             | Пэт Райли                                 | Джерри Уэст          | [ 44 ] |
| 1989–90 | 63     | 19        | 76.8%         | Проиграли в полуфинале Западной конференции    | Пэт Райли                                 | Джерри Уэст          | [ 45 ] |
| 1990–91 | 58     | 24        | 70.7%         | Поражение в финале                             | Майк Данливи                              | Джерри Уэст          | [ 46 ] |

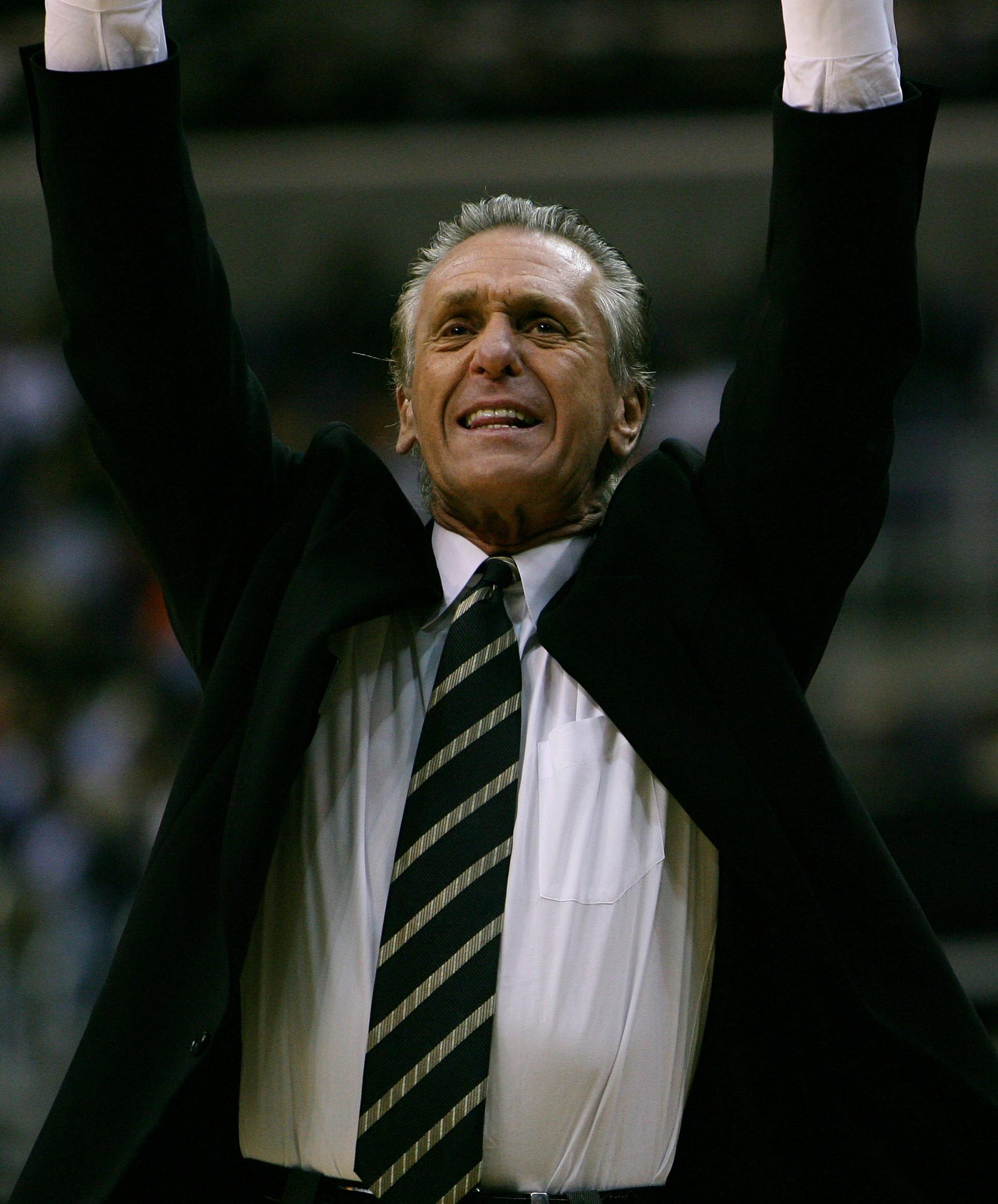
Тренер эпохи «Шоутайм» Пэт Райли привёл «Лейкерс» к четырём чемпионствам, причём двум из них — подряд

Всего в эпоху «Шоутайм» «Лейкерс» сыграли 984 игры в регулярном сезоне, имея 712 побед при 272 поражениях. Процент выигранных матчей команды составил 72,4%.

### Показатели ключевых игроков

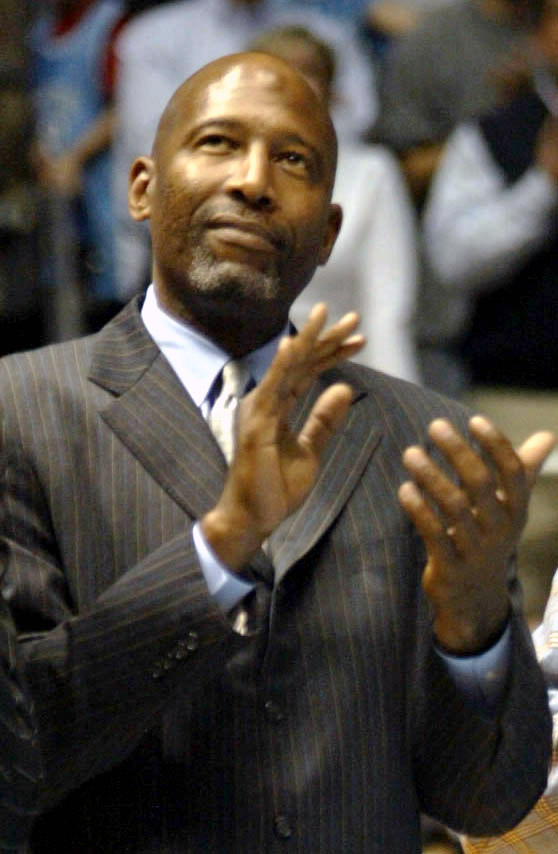
Джеймс Уорти был выбран «Лейкерс» в 1982 году под общим первым номером. Он записал свой единственный в карьере трипл-дабл в седьмой игре финала 1988 года, победив «Детройт Пистонс»

Ниже приведён список ключевых игроков эпохи «Шоутайм» (1979-91).
| Игрок               | Период  | Игры | Чемпионства                  | Ссылка |
| ------------------- | ------- | ---- | ---------------------------- | ------ |
| Мэджик Джонсон      | 1979-91 | 1060 | 5 ('80, '82, '85, '87', '88) | [ 50 ] |
| Майкл Купер         | 1979-90 | 1038 | 5 ('80, '82, '85, '87', '88) | [ 51 ] |
| Карим Абдул-Джаббар | 1979-89 | 945  | 5 ('80, '82, '85, '87', '88) | [ 52 ] |
| Джеймс Уорти        | 1982-91 | 848  | 3 ('85, '87', '88)           | [ 53 ] |
| Байрон Скотт        | 1983-91 | 769  | 3 ('85, '87', '88)           | [ 54 ] |
| Курт Рэмбис         | 1981-88 | 612  | 4 ('82, '85, '87', '88)      | [ 55 ] |
| Эй Си Грин          | 1985-91 | 580  | 2 ('87', '88)                | [ 56 ] |
| Джамал Уилкс        | 1979-85 | 504  | 3 ('80, '82, '85)            | [ 57 ] |
| Майкл Томпсон       | 1987-91 | 409  | 2 ('87, '88)                 | [ 58 ] |
| Норм Никсон         | 1979-83 | 369  | 2 ('80, '82)                 | [ 59 ] |
| Боб Макаду          | 1981-85 | 285  | 2 ('82, '85)                 | [ 60 ] |

## Домашняя арена и болельщики-знаменитости
«Лейкерс» играли домашние игры на «Форуме», который позиционировался как «современная версию древнеримского Колизея». Здание арены имело круглую форму, а по его периметру располагались 80 бетонных колонн. После того, как Басс приобрёл команду он нанял диктора с более бодрым голосом, Лоуренса Тантера. Он также преобразовал Forum Club, из семейного ресторана и лаундж-зоны в один из самых популярных ночных клубов Лос-Анджелеса.
Басс привлекал на игры «Лейкерс» голливудских знаменитостей, а также представителей богемы, чтобы больше будоражить зрителей. Помимо звёздных игроков в самой команде бизнесмен хотел чтобы за них болели тоже звёзды. В разгар «Шоутайм» некоторые знаменитости, симпатизирующие команде, не могли попасть в зал из-за повышенного спроса на билеты. Редакция ESPN писала, что «Форум» стал «таким же синонимом кинозвезд», как Знак Голливуда. Во время трансляций игр по национальному телевидению операторы регулярно выхватывали знаменитостей сидящих в первом ряду. Актёра Джека Николсона, считающегося самым известным фанатом «Лейкерс», часто видели сидящим в зале в своих фирменных солнцезащитных очках. В одном из материалов The Washington Post шутливо отмечалось, что «„Форум“ может быть единственное место [на Земле], где болельщики зарабатывают больше, чем игроки».
Будучи поклонником студенческой-лиги, Басс хотел, чтобы у «Лейкерс» была живая музыка и группа поддержки. Поэтому он заменил традиционного органиста «Форума» группой из 10 музыкантов из Университета Южной Калифорнии. В то время чирлидеры не были распространены в НБА, но Басс приказал сформировать Laker Girls, команду сексуальных девушек-танцовщиц. Тапкже, одним из москотов команды был Человек-арахис Рекс, продавец арахиса, танцующий на потеху публики. Позже «Лейкерс» наняли Танцующего Барри, ставшего одним из символов «Шоутайм», который добавлял играм атмосферу вечеринки, танцуя между рядами во время тайм-аутов в тёмных очках и смокинге.
Корреспондент из Hartford Courant писал: «Вы идете на фантастический „Форум“ и получаете баскетбольный матч в перерывах между потрясающим шоу». Представитель The News and Courier добавлял: «Только одна вещь может сравниться со сладостным вкусом победы. Победа с шиком». По словам комиссара НБА Дэвида Стерна, период «Шоутайм» продемонстрировал, что «спортивная арена может стать центром не только баскетбола, но и развлечений».

## Дальнейшие события
С концом эпохи «Шоутайм» «Лейкерс» не выигрывали ни одного чемпионата до 2000 года, когда команда смогла взять три титула подряд с новыми звёздами — Шакилом О’Нилом и Коби Брайантом. Тем не менее, атакующий стиль команды введённый тренером Филом Джексоном, «треугольное нападение», был не таким зрелищным и изящным, как правило полагаясь на физическую мощь О’Нила. В 2004 году новым тренером стал Руди Томьянович, задачей которого было возродить быстрое нападение и результативность команды на уровне 1980-х. После череды неудач «Лейкерс» вернулись к прежнему тренеру и атакующему стилю. С Джексоном они вновь стали чемпионами НБА в 2009 и 2010 годах.
В 2000-х «Финикс Санз» (под предводительством своей главной звезды — разыгрывающего Стива Нэша) во многим повторяли динамичную игру калифорнийцев эпохи «Шоутайм», благодаря чему были названы редакцией The New York Times «воплощением шоу-тайма „Лос-Анджелес Лейкерс“ в этом десятилетии». В 2012 году Нэш и бывший главный тренер «Санз» Майк Д’Антони перешли в «Лейкерс», после чего последний заявил: «Мы хотели бы играть в стиле „Шоутайм“ [с этой командой]». Однако из-за более медлительных форвардов, чем были у него в «Финиксе», он в конце концов отказался от первоначальной идеи стремительных атак по типу «Лейкерс». В том сезоне Мэджик Джонсон сравнил со стилем «Шоутайм» игру «Лос-Анджелес Клипперс», принципиальных соперников «Лейкерс» по городскому дерби. «Я думал, что никогда больше не увижу „Шоутайм“. Я был архитектором этого стиля. Но, то что демонстрируют Клипперс — это „шоутайм“», — сказал он.

## Экранизации
В 2022 году кабельная сеть HBO выпустила телесериал посвящённый эпохе «Шоутайм» под названием «Время побеждать: Расцвет династии Лейкерс». В проекте задействованы Джон Си Райли, Джейсон Кларк, Джейсон Сигел и Эдриан Броуди.